# Ángel Vallejo Villalón
Ángel Vallejo Villalón  (León, 2 de marzo de 1778 – ibídem, 22 de diciembre de 1840) fue un militar y político español.

## Biografía
Militar liberal, ascendió en su carrera a coronel de Caballería. Durante el Trienio liberal fue secretario de Estado y del despacho de Hacienda con carácter interino, del 31 de octubre de 1821 al 8 de enero de 1822. Durante la Regencia de María Cristina de Borbón-Dos Sicilias fue nombrado subsecretario del Ministerio de la Gobernación en 1835. 